# Дудай, Виталий Викторович
Виталий Викторович Дудай (укр. Віталій Вікторович Дудай, позывной — Физрук; 5 апреля 1990, Боровка — 21 мая 2023, Марьинка) — украинский военнослужащий, лейтенант, участник российско-украинской войны. Герой Украины (2024, посмертно).

## Биография
Родился в селе Боровка Макаровского района Киевской области. Окончил Житомирский государственный университет имени Ивана Франко. С 2011 по 2013 год работал учителем физкультуры, затем трудился в лесном хозяйстве.
С началом полномасштабного вторжения России в Украину в феврале 2022 года эвакуировал семью сначала в родное село, а затем на Волынь. С 21 марта 2022 года служил добровольцем в составе 95-й отдельной десантно-штурмовой бригады. Погиб 21 мая 2023 года в Донецкой области. У него остались родители, жена Анжела, сын Вадим (2015 г.р.) и дочь Марина (2018 г.р.).
Похоронен в родном селе.

## Награды
- Звание «Герой Украины» с удостоением ордена «Золотая Звезда» (23 августа 2024, посмертно) — за личное мужество и героизм, проявленные в защите государственного суверенитета и территориальной целостности Украины, верность военной присяге[1].
- Орден Богдана Хмельницкого III степени (30 апреля 2024, посмертно) — за личное мужество и высокий профессионализм, проявленные в защите государственного суверенитета и территориальной целостности Украины, верность военной присяге[2].